# George Clausen

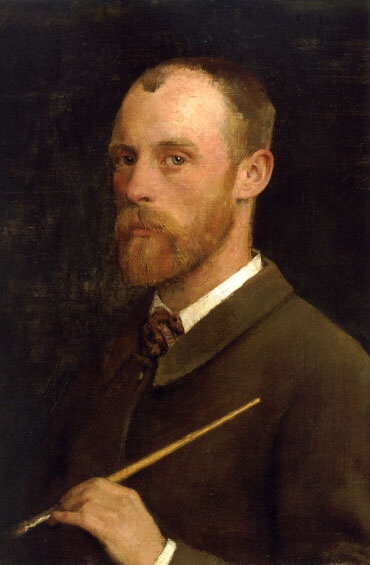
Självporträtt

George Clausen, född 18 april 1852 och död 1944, var en brittisk konstnär av dansk härstamning.
Clausen utbildade sig delvis under inflytande av fransk konst, och influerades först av realisterna och därefter av impressionisterna. Han sysslande främst med landskapsmåleri och folklivsskildringar från engelsk landsbygd.

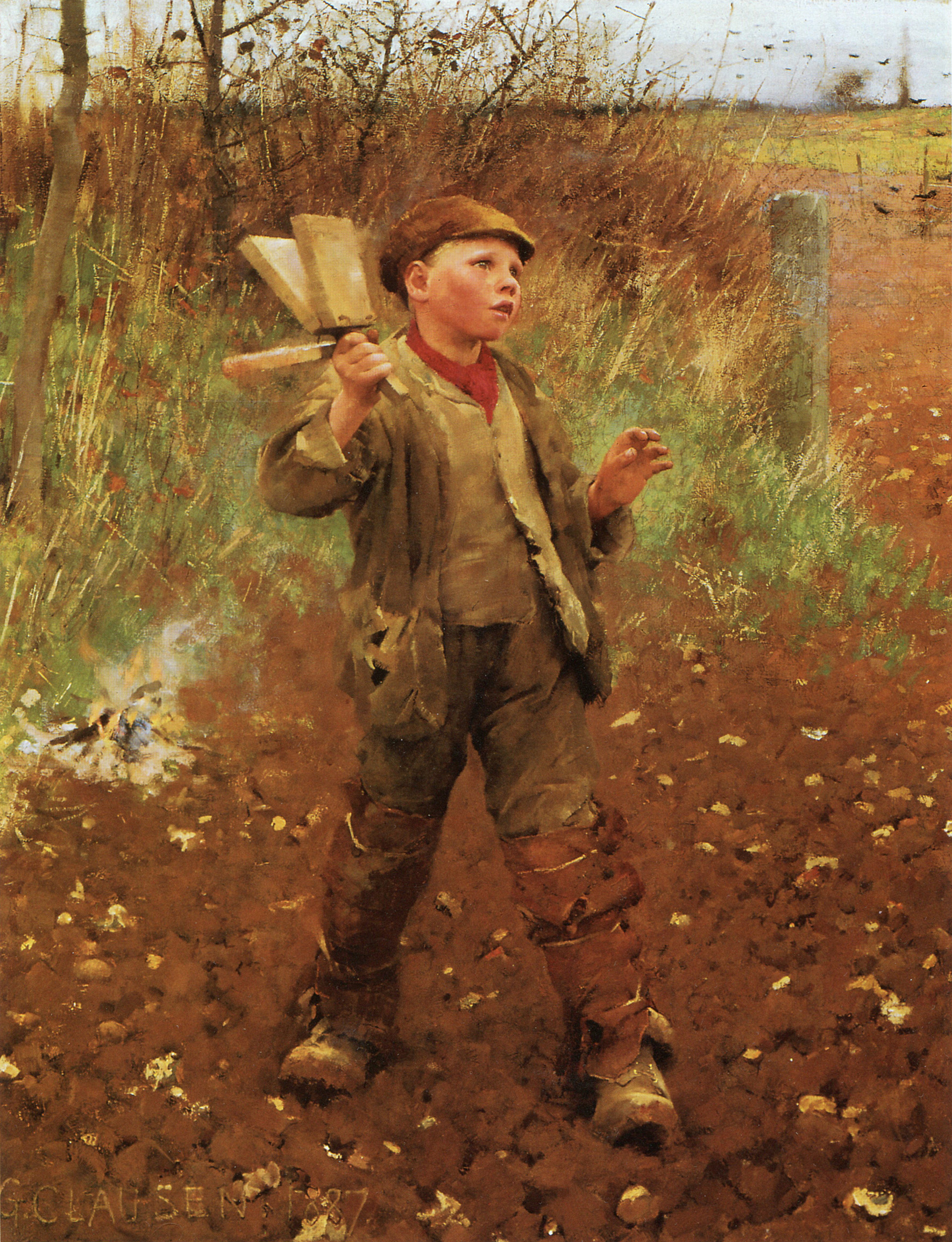
Bird scaring, 1887
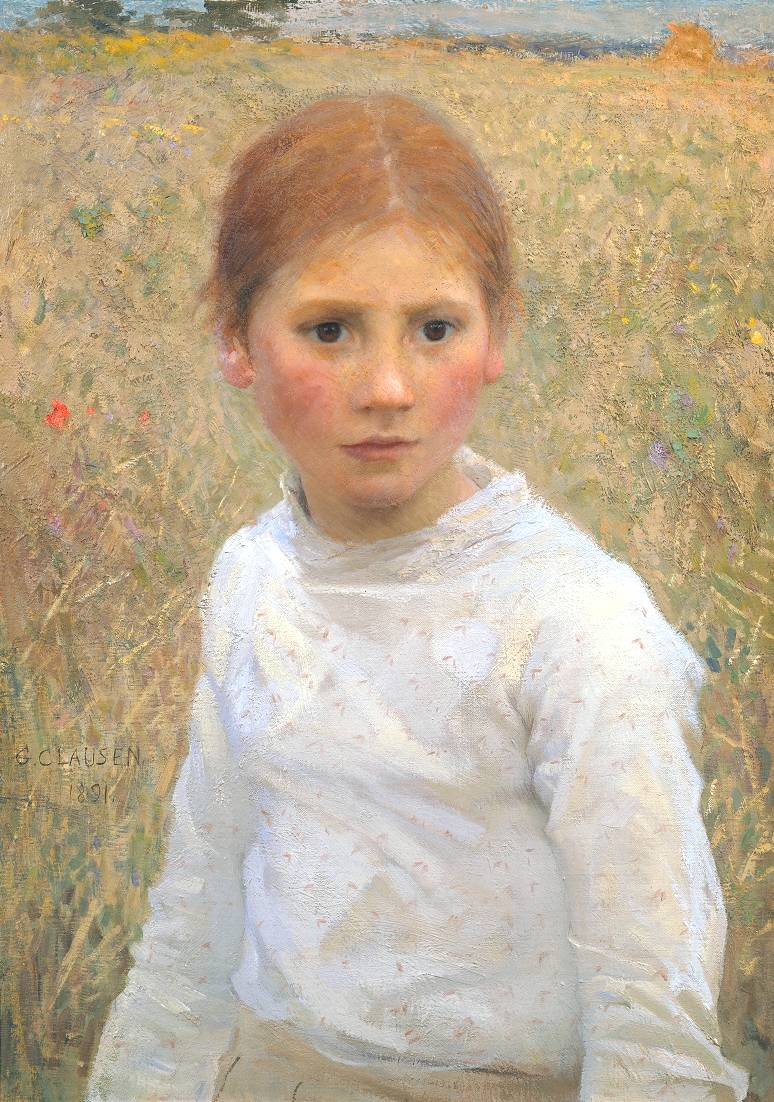
Brown eyes, 1891
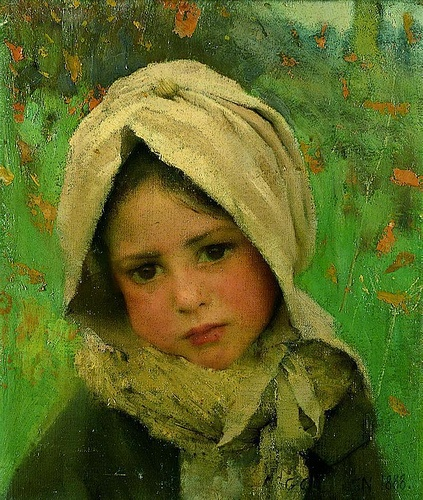
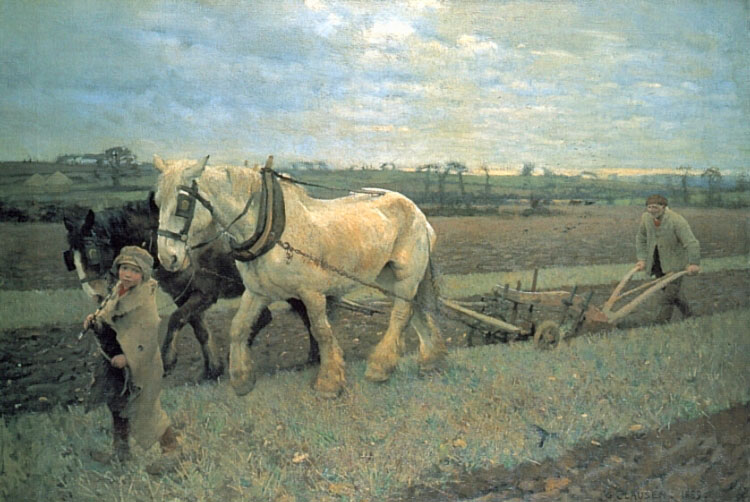
Ploughing
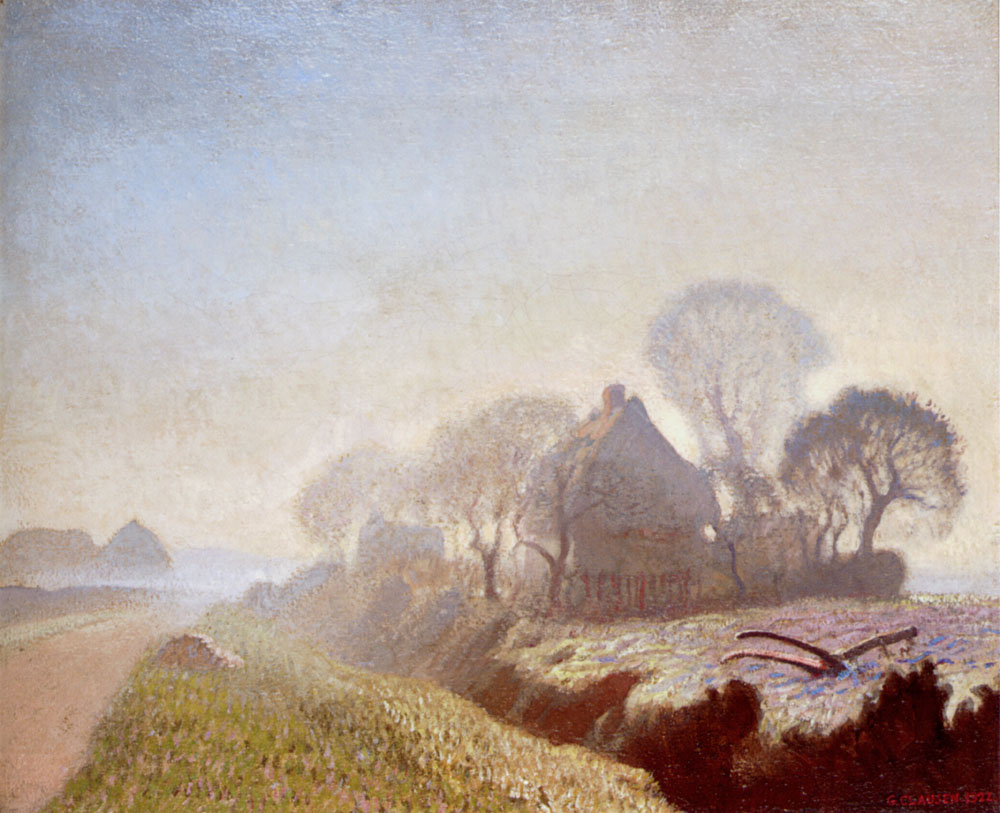
Morning in November, 1922